# Rio dos Índios
Rio dos Índios é um município brasileiro do estado do Rio Grande do Sul.